# (15700) 1987 QD
(15700) 1987 QD est un astéroïde de la ceinture principale aréocroiseur découvert en 1987.

## Description
(15700) 1987 QD a été découvert le 24 août 1987 à l'observatoire Palomar, situé au nord de San Diego en Californie, par Stephen Singer-Brewster.

### Caractéristiques orbitales
L'orbite de cet astéroïde est caractérisée par un demi-grand axe de 2,21 UA, un périhélie de 1,51 UA, une excentricité de 0,31 et une inclinaison de 26,79° par rapport à l'écliptique. Du fait de ces caractéristiques, à savoir un demi-grand axe inférieur à 3,2 UA et un périhélie compris entre 1,3 et 1,666 UA, il croise l'orbite de Mars et est classé, selon la JPL Small-Body Database, comme astéroïde aréocroiseur (aréo venant de Arès).

### Caractéristiques physiques
(15700) 1987 QD a une magnitude absolue (H) de 14,7 et un albédo estimé à 0,057.